# Setomorpha melichrosta
Setomorpha melichrosta är en fjärilsart som beskrevs av Edward Meyrick 1922. Setomorpha melichrosta ingår i släktet Setomorpha och familjen äkta malar. Inga underarter finns listade i Catalogue of Life.